# نيكولاس غايتان
نيكولاس غايتان (بالإسبانية: Nicolás Gaitán)‏ هو لاعب كرة قدم أرجنتيني، يجيد يلعب بالقدم اليسرى في مركز الوسط لفريق أتلتيكو مدريد الأسباني وللمنتخب الأرجنتيني.

## مسيرته
بوكا جونيور
جايتان كان يلعب لفريق شباب بوكا جونيور، ثم تم ترقيته إلى الفريق الأول لفت الانظار جايتان في ظهوره الأول ضد فريق أرسنال دي ساراندي
2008 حيث فاز بوكا جونيور على أرسنال دي ساراندي 3-1.

## بنفيكا
أكد بنفيكا في 3 مايو 2010 أنه قد توصل إلى أتفاق لتوقيع مع جايتان بـ 8.4 مليون يورو كبديل لي مواطنة أنخل دي ماريا الذي قد غادر إلى ريال مدريد الأسباني.

## أسلوبه في اللعب
بدا جايتان بالعب كلاعب وسط، ويميل بعض الأحيان إلى الجهة اليسرى، ويشبهه بعض المشجعين بريكلمي لتشابه في طريقة اللعب.

## المنتخب الوطني
لعب جايتان لأول مره مع المنتخب الأرجنتيني كبديل، في مباراه ودية بين غانا والأرجنتين وقد فاز الأخير بنتيجة 2-0.

## روابط خارجية
- نيكولاس غايتان على موقع الاتحاد الدولي (مؤرشف)  (الإنجليزية)
- نيكولاس غايتان على موقع الاتحاد الأوربي (الإنجليزية)
- نيكولاس غايتان على موقع الدوري الأمريكي (الإنجليزية)
- نيكولاس غايتان على موقع قاعدة بيانات كرة القدم.إي يو (الإنجليزية)
- نيكولاس غايتان على موقع ليكيب (الفرنسية)
- نيكولاس غايتان على موقع ناشيونال فوتبول تيمز (الإنجليزية)
- نيكولاس غايتان على موقع Soccerbase.com (لاعب) (الإنجليزية)
- نيكولاس غايتان على موقع Soccerway.com (الإنجليزية)
- نيكولاس غايتان على موقع عالم كرة القدم.نت (الإنجليزية)
- نيكولاس غايتان على موقع AS.com (الإسبانية)